# Bianca Farella
Bianca Farella, född 10 april 1992, är en kanadensisk rugbyspelare.
Farella var med och tog silver vid Världsmästerskapet i sjumannarugby 2013 med Kanadas landslag.
Farella tävlade för Kanada vid olympiska sommarspelen 2016 i Rio de Janeiro. Hon var en del av Kanadas lag som tog brons i sjumannarugby.